# ماریا گراتسیا اسپینا
ماریا گراتسیا اسپینا (ایتالیایی: Maria Grazia Spina؛ زادهٔ ۳ ژوئن ۱۹۳۶ - ۱۳ مارس ۲۰۲۵) بازیگر تئاتر، سینما و تلویزیون اهل پادشاهی ایتالیا است.
از فیلم‌ها یا مجموعه‌های تلویزیونی که وی در آن‌ها نقش داشته است، می‌توان به من، من، من… و دیگران، کتاب مقدس و ببر هفت دریا اشاره نمود.
وی همچنین برندهٔ جوایزی همچون نشان شایستگی جمهوری ایتالیا شده است.